# Кротен-де-Шавіньйоль
Кроте́н-де-Шавіньйо́ль (фр. Crottin de Chavignol) — м'який непресований французький сир із козячого молока.

## Історія
Сир почали виробляти в селі Шавіньйоль департаменту Луара у XVI столітті. Нині його виробляють у 214 комунах департаментів Шер, Ньєвр та Луара. У 1976 році Кротен-де-Шавіньоль отримав сертифікат AOC.

## Виготовлення
В залежності від часу дозрівання, сир має кілька офіційних градацій:
| Назва              | фр. назва | Час дозрівання | Опис                                                             |
| ------------------ | --------- | -------------- | ---------------------------------------------------------------- |
| «наполовину сухий» | 1/2 sec   | 10-12 днів     |                                                                  |
| «синюватий»        | bleute    | 3 тижні        | вага голівок зменшується до 110 г                                |
| «блакитний»        | bleu      | 1-2 місяці     | твердішає всередині і зовні, жирність стає 45 %                  |
| «дуже сухий»       | tres sec  | 3-4 місяці     | може тріскатись і кришитись, використовують тільки для натирання |

## Опис
Головка сиру, покрита підсушеної скоринкою, має циліндричну форму діаметром 4–5 см, висотою 3–4 см і вагою від 60 г. Кірочка може бути покрита білою або блакитною пліснявою. Сир має приємний смак із легкою кислинкою і злегка горіховий присмак.
Кротен-де-Шавіньоль подають наприкінці обіду з фруктами і хлібом, а також розігрітим у грилі на листі салату. Його іноді використовують під час приготування оладок. Сир краще всього поєднується з білими винами Sancerre і Pouilly-Fumé або Sauvignon Blanc.